# Mākhoshīn
Mākhvoshīn (persiska: ماخوشین, Mākhūshīn) är en ort i Iran.   Den ligger i provinsen Kermanshah, i den västra delen av landet, 500 km väster om huvudstaden Teheran. Mākhvoshīn ligger 1 430 meter över havet och antalet invånare är 277.
Terrängen runt Mākhvoshīn är huvudsakligen kuperad, men österut är den platt.Runt Mākhvoshīn är det ganska tätbefolkat, med 60 invånare per kvadratkilometer. Närmaste större samhälle är Ravānsar, 15,4 km nordost om Mākhvoshīn. Trakten runt Mākhvoshīn består i huvudsak av gräsmarker.